# 石川王 (吉備大宰)
石川王（いしかわのおおきみ）は、天武天皇の治下で吉備大宰を務めた皇族。系譜は明らかでない。

## 事績
『播磨国風土記』に、石川王が総領だったときに都可の村を広山の里と改名したと記す箇所がある。また、『日本書紀』によれば天武天皇8年（679年）の死亡時に石川王は吉備大宰であった。総領と大宰は同一の役職の別表記と考えられているので、石川王は吉備大宰（吉備総領）として少なくとも吉備国（後の備前国・備中国・備後国・美作国）と播磨国を治めたと推測できる。
天武天皇元年（672年）の壬申の乱の際には当摩広島が吉備国守として同国を統治していたことが書紀に見える。また、後述の事件から石川王が乱の勃発時に近江宮のある大津にいたことが推測できる。よって石川王の吉備大宰任命はこの乱の後ということになる。
吉備太宰石川王は天武天皇8年（679年）3月9日に吉備で卒去。天武天皇はとても悲しみ、石川王に諸王二位を贈った。

## 大津皇子の脱出
石川王の名は壬申の乱の中で本人の行動と関わらない形で現れる。大海人皇子（天武天皇）の子、大津皇子は父の挙兵を知って味方とともに脱出し、6月25日深夜に鈴鹿関で大海人皇子が張った封鎖線にかかった。このとき鈴鹿関司は大津皇子らを山部王と石川王だと誤認した。
理由は書紀に明記されないが、敵味方不明の地を行く際に、少年だった大津皇子の存在を隠し、従う者の誰かが山部王らの名を騙った可能性がある。もしこの推測が正しいとすれば、山部王と石川王はどちら側からも殺されずにすみそうな、態度のはっきりしない人物と考えられていたことになる。